# سید مهدی ابطحی (بازیکن فوتبال)
سید مهدی ابطحی (زاده ۲ فروردین ۱۳۴۲ در تهران) بازیکن سابق فوتبال و فوتسال و مربی فوتسال اهل ایران است. وی هم‌اینک مدیر فنی تیم فوتسال آرمین آستارا در مسابقات لیگ دسته دوم کشور است.
سید مهدی ابطحی را می توان یکی از وفادار ترین بازیکنان فوتبال ایران نامید .ستاره‌ی بزرگی که چشم بر روی جامها و قهرمانی‌ها بست تا از قدرت تیم وحدت کاسته نشود. باشگاهی که ابطحی از آن به تیم ملی ایران رسید  . فوتبالیستی چپ پا و پا به توپ که سرشار از تکنیک ناب بود .  سبک بازی ابطحی باعث شد  تیمهای پرسپولیس و استقلال تهران، در رقابت‌های آسیایی از او به عنوان یار کمکی ( روشی که در آن دوران مرسوم بود) بهره ببرند .وی سابقه بازی در   کشاورز و بهمن کرج را نیز دارد. .  ابطحی بعد از ورود به عرصه مربی گری سابقه‌ی حضور در تیم‌های فوتسال شن‌سای ساوه، پگاه گیلان، فجر قائم گلوگاه، ارم‌کیش قم، شهید منصوری قرچک، فولاد ماهان اصفهان، گیتی‌پسند اصفهان و شرکت ملی حفاری اهواز را در کارنامه دارد.
او جزو ۱۴ نفری بود که در سال ۶۵ و هنگام بازی‌های آسیایی ۱۹۸۶ در اعتراض به کادر فنی تیم ملی، از این تیم استعفا داد. او در تیر ماه ۶۸ و در زمان مربیگری مهدی مناجاتی به تیم ملی برگشت.
او به همراه تیم ملی فوتسال ایران توانست در جام‌جهانی فوتسال ۱۹۹۲ در کشور هنگ کنگ مقام چهارمی جهان را کسب کند.
او در سال ۶۸ از طرف هفته نامه دنیای ورزش به عنوان بازیکن برتر سال معرفی شد.

## سابقه معلمی
ابطحی مدتی نیز در آموزش و پرورش، زبان انگلیسی و همچنین ریاضیات تدریس میکرد.

## افتخارات

### به عنوان بازیکن
تیم ملی فوتبال ایران
 قهرمان بازی‌های آسیایی پکن  ۱۹۹۰
مقام چهارم جام جهانی فوتسال ۱۹۹۲

 استقلال تهران
نایب قهرمان جام باشگاه‌های آسیا ۱۹۹۱
وحدت تهران
- قهرمان جام بسیج ۱۳۶۶